# 旧阿尔贝加里亚
旧阿尔贝加里亚是葡萄牙阿威罗区的一个堂区。总面积26.77平方公里，总人口7421人，人口密度277.2人/平方公里。